# Stanisław Tomaszewski
Stanisław Tomaszewski (ur. 18 lutego 1925 w Laskach, zm. 19 kwietnia 2019 w Warszawie) – polski ekonomista i działacz socjalistyczny, wieloletni I sekretarz Komitetu Wojewódzkiego PZPR w Olsztynie (1956–1969), poseł na Sejm PRL II, III, IV, V i VI kadencji.

## Życiorys
Syn Franciszka i Stanisławy. W 1945 rozpoczął praktykę w ogrodnictwie oraz studia na Uniwersytecie Ludowym. Ukończywszy kurs specjalistyczny, zatrudniony został w administracji państwowej. Po zgłoszeniu się do pracy na Ziemiach Zachodnich skierowany został na funkcję księgowego w zarządzie gminy Frombork, a następnie był sekretarzem w Lechowie oraz kierownikiem wydziału samorządowego przy Starostwie Powiatowym w Braniewie.
15 stycznia 1948 został członkiem Polskiej Partii Socjalistycznej, wraz z którą 11 miesięcy później przystąpił do Polskiej Zjednoczonej Partii Robotniczej. Ukończył Wyższy Kurs Administracji Państwowej. W 1950 był kierownikiem Wydziału Organizacyjnego (od maja do września) oraz II sekretarzem (od września do grudnia) Komitetu Powiatowego PZPR w Braniewie. Awansował na funkcję I sekretarza, którą pełnił do 1952. W tym samym roku został słuchaczem Szkoły Partyjnej przy KC PZPR, w której uzyskał wykształcenie wyższe ekonomiczne. Po jej ukończeniu w 1954 został zastępcą przewodniczącego prezydium Wojewódzkiej Rady Narodowej w Olsztynie. W październiku 1956 przeszedł na stanowisko I sekretarza tamtejszego Komitetu Wojewódzkiego PZPR, którym był do stycznia 1969.
W 1957, 1961, 1965, 1969 i 1972 uzyskiwał mandat posła na Sejm PRL kolejno w okręgu Bartoszyce (trzykrotnie) i Ząbkowice Śląskie (dwukrotnie). W trakcie II kadencji zasiadał w Komisji Spraw Wewnętrznych, w III i IV w Komisji Wymiaru Sprawiedliwości, w V i VI w Komisji Planu Gospodarczego, Budżetu i Finansów. W trakcie VI kadencji zasiadał ponadto w Komisji Drobnej Wytwórczości, Spółdzielczości Pracy i Rzemiosła. 
Od marca 1959 do czerwca 1964 był zastępcą członka Komitetu Centralnego PZPR, awansując następnie na funkcję członka KC, w którym zasiadał do grudnia 1971. W czerwcu 1968 wszedł w skład Komitetu Honorowego oraz Komitetu Przygotowawczego obchodów 500. rocznicy urodzin Mikołaja Kopernika. Od grudnia 1971 do grudnia 1975 zasiadał w Centralnej Komisji Rewizyjnej PZPR. Pełnił również funkcję sekretarza generalnego Centralnego Związku Kółek Rolniczych. Od września 1972 do maja 1982 był naczelnym dyrektorem Zjednoczenia Produkcji Leśnej „Las” w Warszawie.

## Najważniejsze odznaczenia
- Order Sztandaru Pracy II klasy
- Krzyż Komandorski Orderu Odrodzenia Polski
- Złoty Krzyż Zasługi
- Odznaka 1000-lecia Państwa Polskiego (1966)[4]
- Odznaka honorowa „Zasłużony dla Warmii i Mazur” (1960)[5]
- Honorowa odznaka Zrzeszenia Studentów Polskich (1964)[6]